# Knight Rider (tv-serie)
 For alternative betydninger, se Knight Rider. (Se også artikler, som begynder med Knight Rider)
Knight Rider er en amerikansk tv-serie skabt og produceret af Glen A. Larson. Serien blev oprindeligt sendt på NBC fra 1982 til 1986 og med David Hasselhoff i hovedrollen som Michael Knight.